# Водник (Узбекистан)
Водник (узб. Vodnik/Водник) — посёлок городского типа в Ходжейлийском районе Каракалпакстана, Узбекистан. Посёлок расположен на берегу Амударьи в 11 км от железнодорожной станции Ходжейли (на линии Найманкуль — Бейнеу). Административно подчиняется городскому хокимияту (мэрии) города Ходжейли.
В 1958 года населённый пункт при пристани Ходжейли отнесен к категории рабочих посёлков и присвоено наименование Водник.

## Население
| 1959 | 1970 | 1979 | 1989 |
| ---- | ---- | ---- | ---- |
| 4500 | 4702 | 4519 | 5176 |